# Lepanthes pantomima
Lepanthes pantomima là một loài thực vật có hoa trong họ Lan. Loài này được Luer & Dressler mô tả khoa học đầu tiên năm 1986.